# Dicranotropis palamedes
Dicranotropis palamedes är en insektsart som beskrevs av Ronald Gordon Fennah 1958. Dicranotropis palamedes ingår i släktet Dicranotropis och familjen sporrstritar. Inga underarter finns listade i Catalogue of Life.